# 趙匡 (後漢)
趙 匡（ちょう きょう、? - 34年）は、中国の後漢時代初期の武将・政治家。荊州南陽郡の人。

## 事跡
| 姓名           | 趙匡                        |
| 時代           | 後漢時代                    |
| 生没年         | 生年不詳 - 34年（建武10年） |
| 字・別号       | 〔不詳〕                    |
| 本貫・出身地等 | 荊州南陽郡                  |
| 職官           | 右扶風〔後漢〕              |
| 爵位・号等     | -                           |
| 陣営・所属等   | 光武帝→公孫述               |
| 家族・一族     | 〔不詳〕                    |

建武3年（27年）4月、征西大将軍馮異が、延岑ら関中に割拠していた群雄を攻撃し、延岑については関中から駆逐した。しかし、当時関中は飢饉に喘いでおり、馮異軍の兵士たちも果実を糧としなければならない状態になっていた。そこで光武帝は詔を発して趙匡を右扶風に任命し、馮異のために援軍と兵糧を届けさせた。馮異の軍は万歳を唱え、これにより勢いを取り戻し、馮異と趙匡は呂鮪ら残る関中の群雄を撃破している。
建武4年（28年）、蜀（成家）の公孫述が部将の程烏に数万の兵を率いさせ、呂鮪を助けて陳倉に駐屯させた。馮異と趙匡はこれを迎え撃って、敗走させた。
ところが趙匡は、この後に公孫述へと寝返っている。建武9年（33年）に天水郡で群雄の一人の隗囂が死去し、子の隗純が後継すると、公孫述は趙匡と田弇率いる軍を救援に派遣した。光武帝は来歙にこれを迎え撃たせ、さらに、かつては趙匡と共に戦った馮異を行天水太守事として、来歙の下につけた。趙匡と馮異は1年余りに渡り戦った末、建武10年（34年）夏、趙匡は天水郡で馮異に敗れ、斬られた。馮異も、この戦いを最後に、まもなく陣中で病没した。
なお、趙匡の叛逆については、理由・時期の一切が不明である。ただし、『後漢書』馮異伝注『東観漢記』によれば、馮異を行天水太守事に任命した際に、光武帝は「聞吏士精鋭、水火不避、購賞之賜、必不令将軍負丹青、失断金」との璽書を下賜している。